# Claude Cahun
Claude Cahun (wł. Lucy Schwob, ur. 25 października 1894 w Nantes, zm. 8 grudnia 1954 w Saint-Hélier) – francuska osobowość artystyczna, pisarka, plastyczka i fotografka.
Jej życie jest ściśle związane z życiem jej partnerki Suzanne Malherbe, artystki z Nantes (znanej pod pseudonimem Marcel Moore).
Związana z ruchem surrealistycznym, Claude Cahun była również zaangażowana w politykę w okresie międzywojennym, a także w ruch oporu podczas niemieckiej okupacji wyspy Jersey.
Na jej dorobek składają się liczne książki, artykuły, fotografie, w dużej mierze autobiograficzne, publikowane pod różnymi pseudonimami.
Od 1930 r. Cahun określała się jako osoba neutralna pod względem płci i aktywnie działała w kręgach gejów i lesbijek .

## Życiorys

### Rodzina i dzieciństwo
Urodziła się 25 października 1894 roku w Nantes. Jej ojcem był Maurice Schwob, właściciel, dyrektor i redaktor naczelny republikańskiej gazety „Le Phare de la Loire” w Nantes, kupionej w 1876 r. przez jej dziadka George Schwoba. Pomimo materialnego dobrobytu rodziny, jej wczesne dzieciństwo było nieszczęśliwe ze względu na stan zdrowia matki, Marii Antoniny Courbebaisse, która cierpiała na choroby psychiczne.
Jej wujem był pisarz Marcel Schwob, a pisarz Léon Cahun jej stryjecznym dziadkiem .
Lucy Schwob była uczennicą żeńskiej szkoły średniej w Nantes. W latach 1905-1906 i 1906-1907 niektórzy z jej kolegów z klasy prześladowali ją z powodu jej żydowskiego pochodzenia. Prześladowania te ulegały nasileniu, ponieważ to właśnie w tym czasie dyskutowano o sprawie Alfreda Dreyfusa. Jako dziecko w ogóle nie przyznawała się do swojej sytuacji rodzinie. W 1907 roku, podczas jednego z incydentów, została przywiązana  do drzewa i następnie chciano ją ukamieniować, co zostało jednak szybko przerwane dzięki interwencji strażników. Podczas ceremonii wręczenia nagród Maurice Schwob zdał sobie sprawę z panującej wrogiej atmosfery i postanowił wypisać córkę ze szkoły. W latach 1907–1908 Schwob uczęszczała do angielskiej szkoły Parson’s Mead School w Ashtead w hrabstwie Kent. W latach 1908–1909, Schwob znów uczyła się w liceum w Nantes, lecz uczestniczyła tylko w części zajęć.

### Lata 1909-1918
To właśnie w czasie tego roku szkolnego Schwob zaczęła darzyć Suzanne Malherbe romantycznym uczuciem. Wówczas znały się od około dziesięciu lat, gdyż Malherbe'owie byli przyjaciółmi Schwobów. Ukrywały swój związek aż do 1917 roku. Tego samego roku stały się "siostrami przez małżeństwo", kiedy Maurice Schwob, rozwiedziony z Marią Antoniną, ożenił się ponownie z matką Suzanne, Marie Rondet, który była wdową od 1915 r. Wtedy również Malherbe i Schwob zamieszkały razem w mieszkaniu w budynku Phare de la Loire przy Place du Commerce. Malherbe rozpoczęła naukę w École des beaux-arts de Nantes (gdzie studiowała od 1915 do 1918).
W 1914 r. w czasopiśmie „Mercure de France” ukazały się jej pierwsze teksty opublikowane pod pseudonimem Claude Courlis, a następnie pod pseudonimem Claude Cahun (około 1917 r.), i przyjęłą ona tym samym nazwisko jej babki ze strony ojca, Mathilde Cahun . Nowe imię wyrażało jej pragnienie zatarcia własnej tożsamości płciowej (Claude zastępuje Lucy, podobnie jak Marcel czasami zastępuje Suzanne, dla Malherbe), jednocześnie podkreślało żydowskie pochodzenie w linii ojca (Cahun zastępuje Schwoba). Cahun opublikowała także teksty w Le Phare de la Loire, ilustrowane przez Suzanne Malherbe, pod nazwiskiem Moore.
W 1918 r. Claude Cahun wyjechała do Paryża, aby studiować literaturę, a nieco później dołączyła do niej Suzanne Malherbe -  malarka, grawerka i autorka kolaży, partnerka Claude Cahun aż do jej śmierci , która przyjęła pseudonim artystyczny (Marcel) Moore.

### Paryż (1918-1937)
W 1922 r. Claude Cahun zamieszkała w Paryżu wraz z Marcel, pod adresem 70, bis rue Notre-Dame-des-Champs w dzielnicy Montparnasse .
W 1925 r. w czasopiśmie Mercure de France opublikowano jej opowieści o Ewie, Dalili, Judith, Safo i innych postaciach kobiecych znanych z literatury, mitologii, pózniej znane jako zbiór Les Héroïnes.
W 1928 r. Cahun dołączyła do grupy teatralnej Le Plateau prowadzonej przez Pierre’a Alberta-Birota, gdzie wystawiała  barokowe formy teatralne . Cahun poznała Henriego Michaux, Pierre'a Morhange'a i Roberta Desnosa . W 1929 roku Cahun zagrała w sztuce Sinobrody Pierre’a Alberta-Birota. Cahun podjęła się tłumaczenia studium psychologii społecznej „lekarza-filozofa-poety" Havelocka Ellisa (Mercure de France). Cahun współpracowała z magazynem Bifur, który opublikował jedno z jej zdjęć i zaprzyjaźniła się z pisarzem Georges’em Ribemont-Dessaignesem .
W 1930 r., Cahun opublikowała przy wsparciu księgarki Adrienne MonnierAveux non avenus (Éditions du Carrefour), tekst autobiograficzny ilustrowany fotomontażami.
W 1932 r. Malherbe i Cahun wspólnie dołączyły do Association des écrivains et artistes révolutionnaires (AEAR) . Claude Cahun poznała André Bretona i René Crevela i często bywała w grupie surrealistów. Była również związana z «groupe Brunet» założoną przez Jeana Legranda.
W 1934 r. Cahun opublikowała tekst Les paris sont ouverts, wydany przez José Cortiego, potępiła w nim stanowisko Louisa Aragona, który właśnie opuścił ruch surrealistyczny, aby dołączyć do Francuskiej Partii Komunistycznej,. W 1935 r., Cahun wzięła udział w (krótko istniejącej) grupie Contre Attaque obok André Bretona i Georges’a Bataille’a .
W 1936 r. Cahun wystawiła swoje prace na pierwszej wystawie zatytułowanej Exposition surréaliste d'objets  (galeria Charles Ratton w Paryżu, od 22 do 29 maja), a w Londynie na ' International Surrealist Exhibition ( New Burlington Galleries ). W lipcu 1937 Cahun zilustrowała dwudziestoma fotografiami wiersz Lise Deharme Le Cœur de pic (José Corti) .

### Jersey (1937-1954)

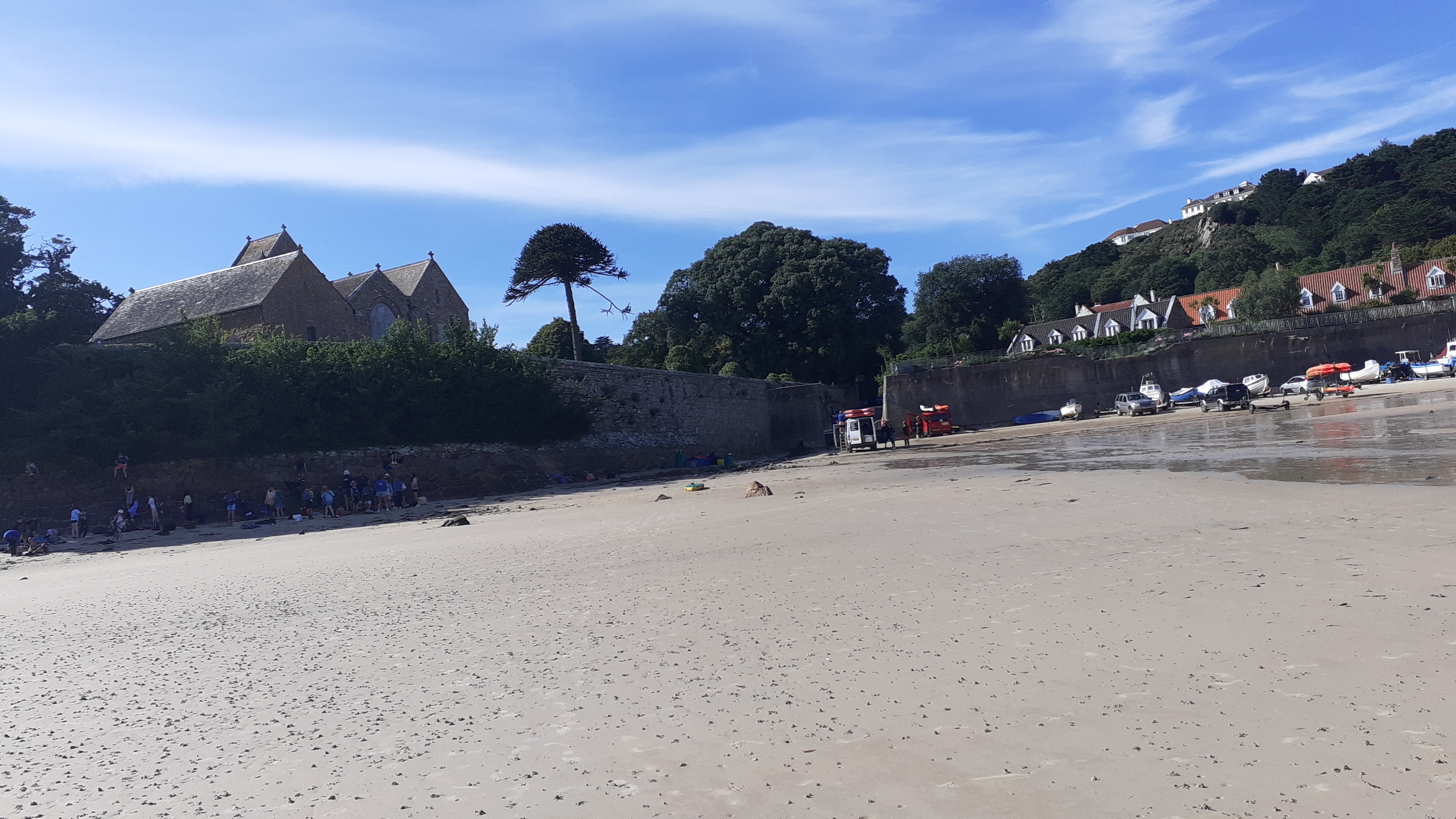
Dom i kościół św. Brélade'a, widok na plażę, Jersey.

W lipcu 1937 r. Claude Cahun i Marcel Moore kupiły farmę na wyspie Jersey, La Rocquaise, z widokiem na plażę w pobliżu kościoła St. Brélade i przeprowadziły się tam w maju 1938 roku.
W latach 1940-1945 wyspa Jersey była okupowana przez Niemców. Obie artystki działały w ruchu oporu, pisząc i rozdając ulotki w języku niemieckim dla żołnierzy Wehrmachtu, podpisane Le soldat sans nom [dosł. żołnierz bez imienia]. Cahun i Moore szczególnie wykorzystywały wojskowe ceremonie pogrzebowe, ponieważ cmentarz, używany przez Niemców, znajdował się w pobliżu ich domu. Po wstępnym przesłuchaniu w marcu 1943 r., zostały zidentyfikowane jako autorki ulotek. Zostały aresztowane 25 lipca 1944, a 16 listopada skazano je na śmierć. Ich wyrok został złagodzony w lutym 1945 r., gdy Francja była już prawie całkowicie wyzwolona, podczas gdy Wyspy Normandzkie pozostawały okupowane, a Jersey do 9 maja 1945 . Dopiero wtedy Cahun i Moore zostały wypuszczone na wolność, i wówczas zastały swój dom splądrowany.
Przez cały okres wojny Claude Cahun prowadziła notatnik, tzw. scrap-book .
W wyniku wojny stan zdrowia Claude Cahun uległ pogorszeniu.
W latach 1949–1953 wykonała serię zdjęć zatytułowaną Le chemin des chats w La Rocquaise lub na Wale Atlantyckim zbudowanym przez Niemców wzdłuż plaży Saint-Brélade, który istnieje do dziś .
W 1953 roku Cahun próbowała odnowić kontakty ze swoimi  przyjaciółmi surrealistami (André Bretonem, Meret Oppenheim, Benjaminem Péretem, Toyenem), rozważała ponowną przeprowadzkę do Paryża, gdzie szukała zakwaterowania, ale ostatecznie wróciła na Jersey, gdzie zmarła kilka miesięcy później, 8 grudnia 1954 w Saint-Hélier .

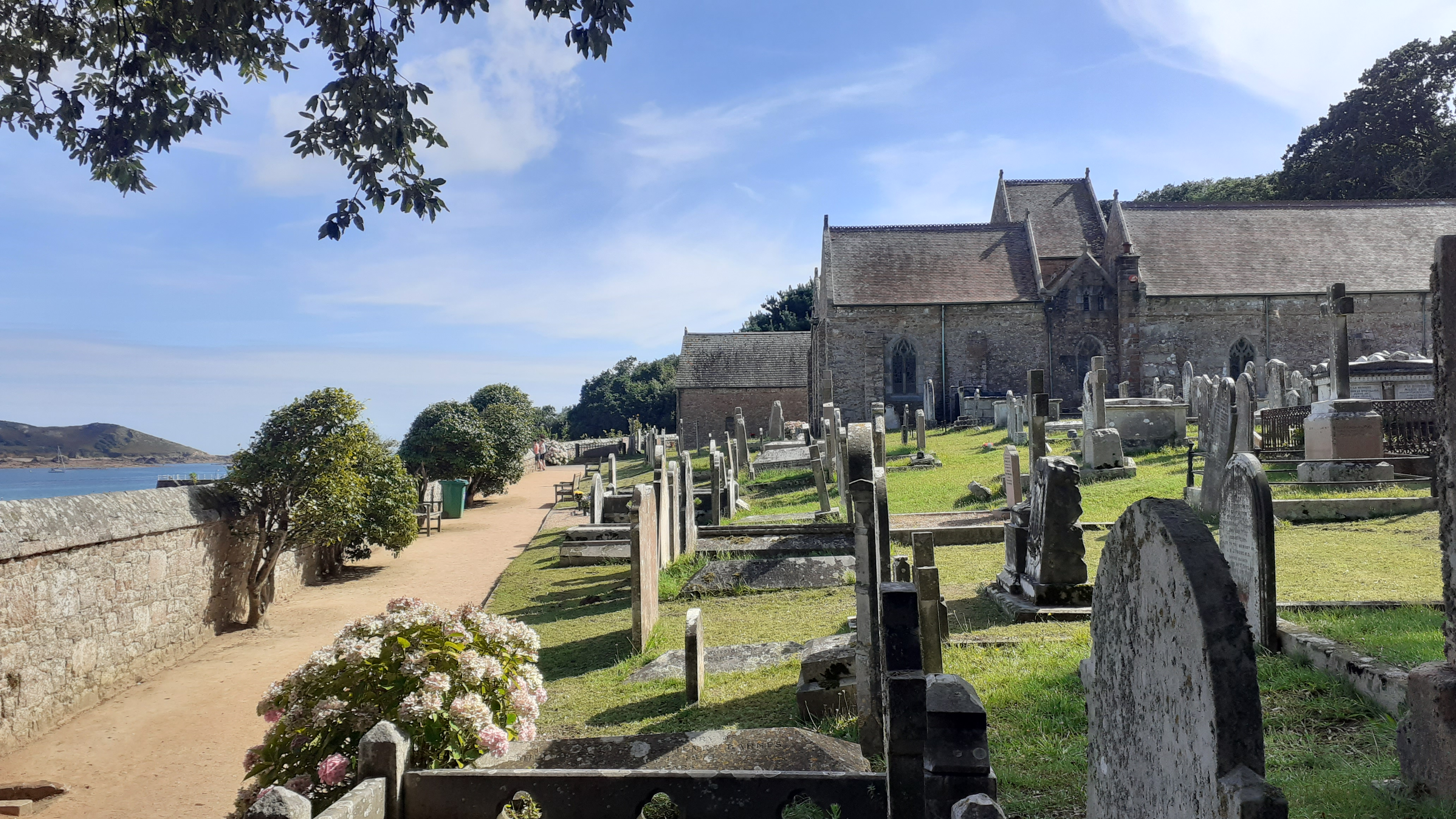
Kościół św. Brélade'a, Jersey.

Claude Cahun wraz z partnerką zostały pochowane we wspólnym grobie na cmentarzu przy kościele Saint Brélade, w pobliżu ich dawnego domu.
Ich prywatne archiwa zostały zachowane i są dostępne w Archiwum Jersey.

## Dorobek artystyczny

### Twórczość
Jej twórczość, w szczególności fotografie, jest bardzo osobista, poetycka i w dużej mierze autobiograficzna, wymyka się próbom klasyfikacji czy porównań.
Jej przynależność do ruchu surrealistycznego schodzi na drugi plan w wyniku inspiracji myślą baudlerowską i chęcią poszukiwania mitu osobistego. Cahun nie próbowała prowokować, ani „robić przedstawienia”. Poszukuje samej siebie w nieustannej grze luster i metamorfoz, pomiędzy fascynacją a odrazą, w twórczości składającej się w dużej mierze z autoportretów  Z jej zamiłowania do teatru narodziła się u niej prawdziwa pasja do inscenizacji, zarówno artystów, jak i u obiektów. Stąd zauważa się u niej często wykorzystanie z przebrań, makijażu, ogolonych głów i brwi, itd. Znaczenie jej prac dla współczesnych fotografów, takich jak Alain Flescher, czy artystów wizualnych, takich jak Christian Boltanski, zapowiada jej twórczość, którą często porównuje się do twórczości Cindy Sherman (inscenizacja, przebrania itp.)  .
Jej autobiografia składająca się z obrazów jest poświęcona tematyce tożsamości płciowej: Cahun opowiadała się za płcią neutralną. „Cała kreacja jest autokreacją”, mówiła artystka, buntując się przeciwko jakiejkolwiek identyfikacji i uważając, że "etykiety są godne pogardy”. Cahun bawiła się swoim wyglądem poprzez zachowanie, postawę, ubrania, akcesoria i fryzury. Jej prace nie nawiązują ani do płci żeńskiej, ani męskiej dyktowanej przez dress cody z początku XX wieku. Ponadto jej pseudonim sceniczny „Claude" jest zarówno męskim, jak i żeńskim imieniem .
Cahun zrobiła, oprócz swoich własnych, kilka portretów Suzanne Malherbe i jej bliskich przyjaciół, Sylvii Beach, Henriego Michaux, Roberta Desnosa, André Bretona i Jacqueline Lamba.
Claude Cahun stworzyła skromny i pełen wrażliwości zbiór prac, który był mało znany w jej czasach. Jej poezja wizualna (Le Coeur de Pic, Aveux non avenus) jest bardzo oryginalna i wyjątkowa w swoim gatunku, ale jej popularność była bardzo niewielka.
Dopiero prace Mana Raya, którego znała, a przede wszystkim Bellmera, sprawiły, że tego rodzaju prace dotarły do szerszej publiczności. Cahun została naprawdę doceniona dopiero w 1992 roku, 38 lat po jej śmierci.
Częściowo dobrowolnie, Claude Cahun trzymała się na uboczu, biorąc aktywny udział w kampaniach na rzecz emancypacji moralności, postępu społecznego i walki z nazizmem. Jej kariera artystyczna to przede wszystkim jej cenny tajemniczy ogród, określany jako jej „niewidzialna przygoda”. Jednakże znaczna część jej twórczości zaginęła, zwłaszcza po aresztowaniu przez Gestapo na wyspie Jersey w 1944 r.  .

### Wkład dla magazynuInversions
Claude Cahun walczyła o prawa osób homoseksualnych i wzywa do „powszechnej wolności obyczajów". Claude Cahun brała udział w redagowaniu magazynów „Inversions”, założonego w listopadzie 1924 r., i „Amitié”, opublikowanego w 1925 r.
Przed pracą dla Inversions Claude Cahun publikowała teksty w magazynach „La Gerbe” i „Le Phare de la Loire”. Jej doświadczenie w świecie prasy było bardzo pomocne dla twórców magazynu. Jej partnerka, Marcel Moore, była również zaangażowana w tworzenie „Inversions” i pracowała jako dziennikarz. Była też odpowiedzialna za kolumnę modową w gazecie „Le Phare de la Loire”.
W obu magazynach Claude Cahun pisała pod pseudonimem Clarens i  napisała w sumie trzy teksty: jeden w czwartym numerze „Inversions” i dwa pozostałe w jedynym numerze „Amitié”. MIała ona duży wpływ na oba czasopisma. Jej tekst zatytułowany „Amitié”, opublikowany w Inversion, został przyjęty jako tytuł całego czasopisma „Amitié”. W tym ostatnim Cahun opublikowała listy poparcia napisane w celu wsparcia twórców „Inversion”, którzy byli wówczas sądzeni.

#### Książki
- Vues et visions, zbiór wierszy, Paryż, Mercure de France, 1914; reedycja Georgesa Crèsa w 1919 r. , z ilustracjami Marcel Moore.
- Aveux non avenus, Éditions du Carrefour, Paryż, 1930, 238 p, "illustré d'héliogravures composées par Moore d'après les projets de l'auteur". Wstęp Pierre'a Mac Orlana (réédition : Mille et une Nuits, Paris, 2011, 253 p. Wstęp de Pierre Mac Orlan, posłowie de François Leperlier. ISBN 978-2-7555-0581-8)
- Les paris sont ouverts. Quel parti prenez-vous pour en finir avec l'exploitation de l'homme par l'homme avec votre propre dilemme: exploité exploiteur? exploités exploiteurs jusque dans l'amour la poésie et la défense de la cause prolétarienne, José Corti, Paryż, 1934, 32 p. Essai politique.
- Scrap-book, 1940-1945
- Héroïnes, 1920-1924, (wyd. Mille et une nuits, 2006, 127 p. par François Leperlier. ISBN 978-2-84205-927-9)

#### Artykuły
- «La Salomé d'Oscar Wilde» i «Le Procès Billing et les 47 000 pervertis du Livre noir», w Mercure de France, nr 481, 1 lipca 1918
- «Les Héroïnes», w Mercure de France, 1925 (reedytowane przez François Leperliera, Mille et une nuits, Paryż, 2006, 126 p. ISBN 2-8420-5927-1
- «Prenez garde aux objets domestiques», w Cahiers d'art, 1936

#### Tłumaczenia
- Havelock Ellis, Études de psychologie sociale. I : La femme dans la société, Mercure de France, Paryż, 1929, 284 s. (WORLDCAT  )

#### Fotografie
- seria Autoportretów :Claude Cahun regularnie fotografowała się od 1915 r. , bez zamiaru publikowania. Możemy zacytować
  - autoportret z 1919 r.  ,
  - autoportret z 1926 r. ( Instytut Sztuki Nowoczesnej w Walencji )
  - autoportret z 1928 roku (kolekcja Jersey Heritage)
  - autoportret z 1929 r., w kostiumie ze sztuki Sinobrody  ( Muzeum Sztuk Pięknych w Nantes )
- Aveux non avenus, 1930, fotomontaże we współpracy z Suzanne Malherbe
- Lise Deharme i Claude Cahun, Le Cœur de pic, José Corti, 1937. 32 wiersze dla dzieci zilustrowane 20 fotografiami autorstwa Claude’a Cahuna (wznowienie) :MeMo, Nantes, 2004, 52 s. PodobiznaISBN 2-910391-52-3 )
- Poupée, 1936, seria fotografii przedmiotów
- Jacqueline Lamba, portret, 1939

#### Antologie
- François Leperlier (red.), Claude Cahun photographe, Nathan, zb. Photo Poche, Paryż, 1999, bez paginacji (150 stron). Wprowadzenie François Leperliera. ISBN 2-09-754136-4
- François Leperlier (red.), Claude Cahun, Écrits, Éditions Jean Michel Place, Paryż, 2002, 786 s.ISBN 2-85893-616-1

### Kolekcje i Archiwa Claude Cahun
- Muzeum Sztuk Pięknych w Nantes[20]
- Muzeum Jersey, Archiwa, Jersey Heritage Trust[21]
- Biblioteka Miejska w Nantes[22][23]

### Wystawy
- Od 1992 roku największe muzea na świecie (Musée National d'Art Moderne w Paryżu, Institute of Contemporary Arts, Tate Modern w Londynie, Grey Art Gallery w Nowym Jorku)   poświeciły jej twórczości wystawy retrospektywyne.
- Jej prace fotograficzne były prezentowane w paryskim muzeum Jeu de Paume od 24 maja do 25 września 2011 r.[24] ,  .
- WystawA Modern Couples w Centre Pompidou-Metz w 2018 roku obejmowała prace Claude Cahun i Marcela Moore’a[25] .
- W 2022 roku muzeum Kunsthal w Rotterdamie przygotowało wystawę Claude Cahun, Under the Skin, poświęconą jej życiu i twórczości, skupiającą się jednocześnie na dziełach które współstworzyła Marcelem Moore'em[26] .

## Upamiętnienie

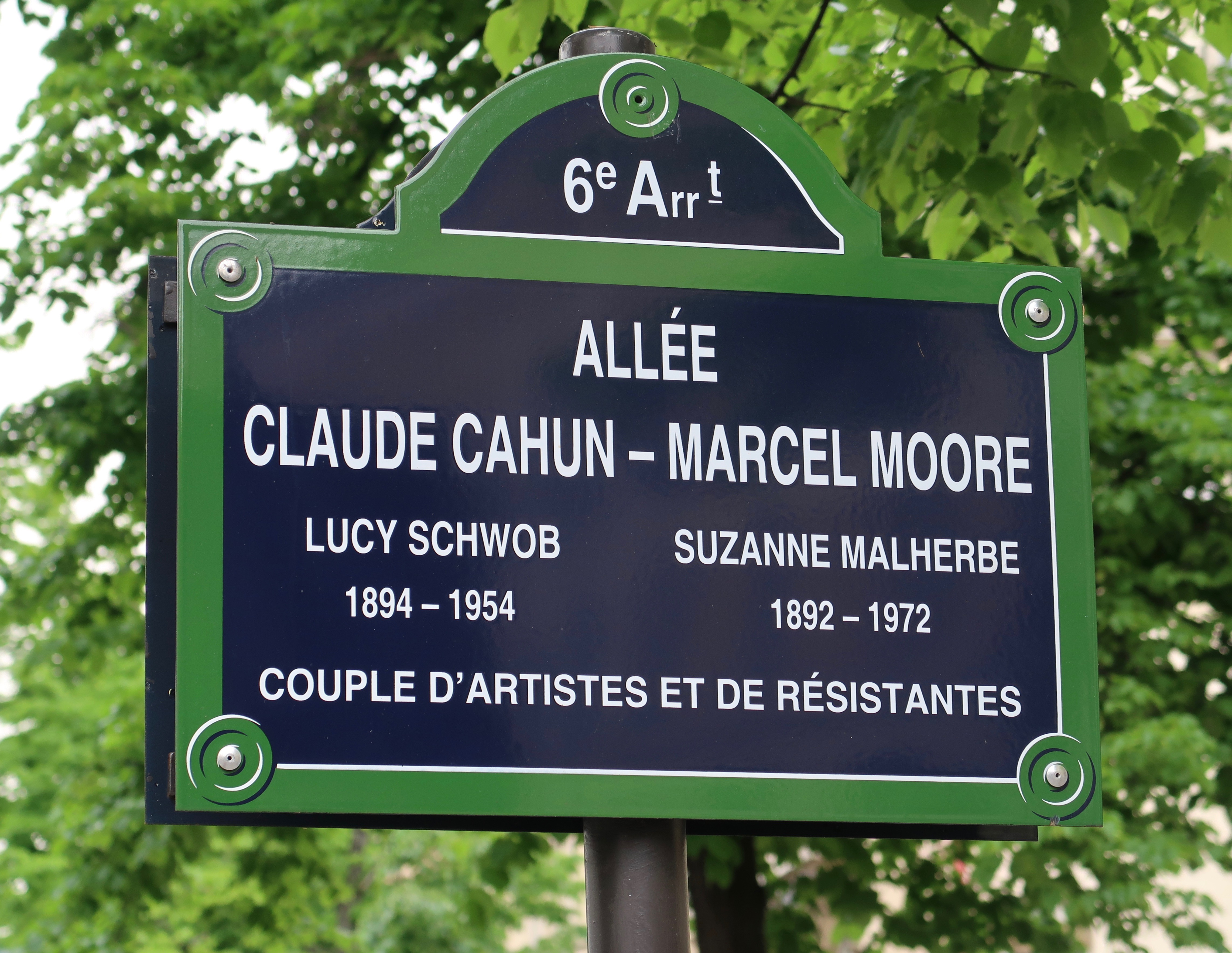
Aleja Claude-Cahun-Marcel-Moore w 6. dzielnicy dzielnica Paryża.

- Grób Claude Cahun i Suzanne Malherbe na wyspie Jersey
- Aleja Claude Cahun w Nantes (dzielnica Bellevue - Chantenay - Sainte-Anne)
- Aleja Claude Cahun – Marcel Moore w Paryżu  (pomiędzy dzielnicami Saint-Germain-des-Prés i Montparnasse, w pobliżu rue Notre-Dame-des-Champs, gdzie mieszkała para). W 2018 r. na wniosek Fadili Mehal i Juliena Bargetona (z ówczesnej partii LREM ) Rada Miasta Paryża przyjęła nazwę drogi publicznej na cześć artystki[27] .
- 25 października 2021, z okazji jej 127. urodzin, na stronie głównej Google pojawił się jej animowany rysunek Google Doodle[28][29], .

### Monografie
- François Leperlier: Claude Cahun. L'écart et la métamorphose. Wyd. Jean-Michel Place, 1992. Paris. s. 314.[8].
- François Leperlier: Claude Cahun : l'exotisme intérieur. Wyd. Fayard. Paris: 2006, s. s..
- Anne Egger: Claude Cahun, l'antimuse. Wyd. Les Hauts-Fonds. Brest: 2015, s. s.. ISBN 978-2-919171-12-5.

### Zbiory artykułów
- Andrea Oberhuber (dir.), Claude Cahun : contexte, posture, filiation. Pour une esthétique de l'entre-deux, Université de Montréal, département des littératures de langue française, collection « Paragraphes », Montréal, 2007.
- François Leperlier (dir.) Claude Cahaun, un sujet intempestif, Europe, no 1056, avril 2017, p.182-268.

### Inne dzieła
- Georgiana M. M. Colvile: Scandaleusement d'elles : trente-quatre femmes surréalistes. Wyd. J.-M. Place. 1999, s. s.. ISBN 2-85893-496-7. OCLC 42974962.
- Federica Muzarelli, Femmes photographes, émancipation et performance (1850-1940), éditions Hazan, 2009. ISBN 978-2-7541-0347-3
- Rupert Thomson, Jamais d'autre que toi, éditions Actes Sud, 2019. ISBN 978-2-330-12860-9
- Pour une esthétique de l'émancipation de Isabelle Alfonsi

### Artykuły
- Andrea Oberhuber, « Claude Cahun, Marcel Moore, Lise Deharme and the Surrealist Book », dans History of photography, Londres, 2007, vol. 31, no. 1, p. 40-56.
- Christy Wampole, « The Impudence of Claude Cahun », dans L'Esprit créateur, vol. 53, no. 1 (printemps 2013), p. 101-113.
- Joël Gayraud, «Lucy Schwob, rebelle», in Empreintes, n° 26, revue de la Galerie l'Usine, Paris, octobre 2015.

### Katalogi wystaw
- François Leperlier et Elisabeth Lebovici, Claude Cahun photographe, musée d'art moderne de la Ville de Paris, 1995, 169 p. Exposition de juin à septembre 1995.
- Juan Vicente Aliaga, Patrice Allain, Tirza Latimer et François Leperlier, Claude Cahun, Hazan/éditions du Jeu de Paume, Paris, 2011, 240 pp. Exposition de mai à septembre 2011.

### Materiały audiowizualne
- Playing a Part: The Story of Claude Cahun, de Lizzie Thynne, Beta (UK), 2004, 45 min Présenté au festival Films de femmes de Créteil en 2006. Certaines scènes de la vie de Claude Cahun sont dramatisées.
- Lover Other – The story of Claude Cahun et Marcel Moore de Barbara Hammer, 2006[30].
- Claude Cahun. Elle et Suzanne, film de Fabrice Maze, 2015.
- Claude Cahun et Marcel Moore : une résistance surréaliste, France Culture, 12 juin 2021[31].